# Safīq Ma'luf
Xafiq Issa al-Maluf (àrab: شفيق عيسى المعلوف, Xafīq ʿĪsà al-Maʿlūf), més conegut simplement com a Xafiq al-Maluf (Zahla, 1905-1986) fou un poeta, periodista i director de negocis tèxtils. Nasqué a Zahla i després es traslladà a Damasc, on exercí com a periodista i publicà la seua primera col·lecció de poemes a l'edat de 21 anys. Arribà a São Pablo, al Brasil, el 1926 i fou un membre de la direcció de l'empresa tèxtil del seu oncle Jorge. Fou membre d'al-Usba al-Andalusiyya (Lliga Andalusa), un moviment destacat de les lletres àrabs.